# Ginnalalönn
Ginnalalönn (Acer tataricum ssp. ginnala, tidigare Acer ginnala) är en underart till rysk lönn Acer tataricum och tillhör lönnsläktet. Ginnalalönnen förekommer naturligt i nordöstra Asien från östligaste Mongoliet österut till Korea och Japan samt norrut till sydöstra Sibirien i floddalen runt Amurfloden.
Ginnalalönnen är en lövfällande buske eller litet träd som blir 3–10 meter högt, med en kort stam som kan bli upp till 20–40 centimeter i diameter samt med slanka grenar. Barken är tunn, dovt gråbrun och till en början slät, men blir alltmer fårad eftersom växten åldras. Löven är motstående och enkla, 4–10 centimeter långar och 3–6 centimeter breda med 3 eller 5 djupa flikar. Flikarna är ojämnt och grovt tandade. Lövens ovansida är glansig. På hösten blir de klart orangea eller röda. Blommorna är gulgröna och 5–8 millimeter i diameter. Frukten är rödaktiga näsor som är 8–10 millimeter långa med en vinge på 1,5–2 centimeter.
Ginnalalönnen är nära släkt med rysk lönn och betraktas numera oftast som underart till denna. De båda varianterna skiljer sig kraftigt åt vad gäller lövens form, där den ryska lönnen har oflikade matta löv.
Ginnalalönnen odlas som parkväxt i Europa och Nordamerika. Den är också en omtyckt bonsaiplanta.